# سیف الدین هذبانی
سیف الدین علی بن علی هذبانی، در دهه چهارم قرن هفتم قمری نایب امیر حما بود. او برادر حسام‌الدین هذبانی حاکم دمشق نیز، بوده.باسورث،سیف الدین را در کنار ملک المنصور دوم محمد بن مظفر دوم محمود تقی الدین در زیر فرمانروایان ایوبی شاخه حماه در حدود سال ۶۴۲ قمری آورده است.